# Xalet Doctor Ribot
El Xalet Doctor Ribot és un monument del municipi de Vilanova i la Geltrú (Garraf) protegit com a bé cultural d'interès local.

## Descripció
És un edifici rectangular aixecat respecte al nivell del carrer i envoltat de jardí. Consta de planta baixa, pis i golfes. Fou projectat com a habitatge per a dues famílies. Les cobertes són de teula, a quatre vessants al cos central i a dues vessants als cossos que se li afegeixen perpendicularment.
Les façanes presenten obertures en general allindanades i ulls de bou ornamentals amb elements ceràmics. Els cossos laterals són sostinguts per pilars i tenen decoració de ceràmica vidriada als capcers triangulars.
El xalet també mostra a nivell decoratiu elements de trencadís, característics de la tipologia modernista.

## Història
Va ser un dels primers edificis que es van construir a la ciutat jardí de Ribes Roges. El 1910 es va col·locar la primera pedra, juntament amb les d'altres nou xalets. Aquesta iniciativa va ser promoguda per la Junta de l'Asil de Cecs pobres Empar de Santa Llúcia. El projecte general de la parcel·lació, així com el d'aquest edifici fou obra de l'arquitecte B. Pollés i Vivó.